# Barbara Metcalf
Barbara Daly Metcalf (née le 13 septembre 1941) est une historienne américaine. 

## Biographie
Barbara Metcalf obtient son doctorat de l'Université de Californie à Berkeley en 1974. Sa thèse de doctorat porte sur l'histoire des érudits religieux musulmans de Deoband, un séminaire religieux réformiste du nord de l'Inde fondé dans les années 1860.
Elle est professeure émérite d'histoire à l'Université de Californie à Davis. Elle est spécialiste de l'histoire de l'Asie du Sud, en particulier de la période coloniale, et de l'histoire de la population musulmane de l'Inde et le Pakistan. Auparavant, elle est doyenne du Collège des lettres et des sciences de l'Université de Californie à Davis et professeure d'histoire Alice Freeman Palmer à l'Université du Michigan (2003-2009). Elle est présidente de l'Association for Asian Studies en 1994 et présidente de la Société américaine d'histoire en 2010-2011.
Metcalf est appelée à écrire aux commissions de révision administrative tenues dans les camps de détention de Guantanamo Bay.
Elle est mariée à Thomas R. Metcalf, également historien à la retraite de l'Asie du Sud, et a collaboré avec lui à un manuel d'histoire de l'Inde.